# Gadzhimurad Antigulov
Gadzhimurad Antigulov (em russo: Гаджимурад Антигулов; Anapa, 1 de janeiro de 1987) é um lutador de MMA. Atualmente luta pelo Ultimate Fighting Championship, na divisão peso-meio-pesado.

## Carreira no MMA

### Ultimate Fighting Championship
Antigulov fez sua estreia no UFC contra o veterano Marcos Rogério de Lima, no UFC Fight Night: Bader vs. Nogueira 2. Nascido em São Paulo, Marcos Pezão não conseguiu vencer diante de sua família e amigos neste evento, que foi realizado no Ginásio do Ibirapuera. O russo Gadzhimurad Antigulov calou o público presente e finalizou o meio-pesado brasileiro com uma guilhotina a 1m07s do primeiro round. A vitória rendeu ao russo um dos prêmios de Performance da Noite.
Antigulov enfrentaria Ed Herman, no UFC 209, mas a luta foi cancelada após lesão de Herman.
Sua próxima luta foi contra Joachim Christensen, sendo a luta de abertura do UFC 211. Foi realizada quando a arena ainda começava a encher, e terminou de forma rápida. Aos 2m21s, Gadzhimurad Antigulov arrochou o mata-leão e conquistou a vitória no primeiro round. O russo alcançou o 20º triunfo da carreira - o segundo pela organização.

## Cartel no MMA
| Cartel no MMA   |             |            |
| 28 lutas        | 20 vitórias | 8 derrotas |
| Por nocaute     | 4           | 5          |
| Por finalização | 15          | 3          |
| Por decisão     | 1           | 0          |

| Res.    | Cartel | Oponente                   | Método                                | Evento                                             | Data       | Round | Tempo | Local            | Notas                                                                               |
| ------- | ------ | -------------------------- | ------------------------------------- | -------------------------------------------------- | ---------- | ----- | ----- | ---------------- | ----------------------------------------------------------------------------------- |
| Derrota | 20–8   | Maxim Grishin              | Nocaute técnico (socos)               | UFC Fight Night: Ortega vs. The Korean Zombie      | 17/10/2020 | 2     | 4:57  | Abu Dhabi        |                                                                                     |
| Derrota | 20-7   | Paul Craig                 | Finalização (triângulo)               | UFC on ESPN: Whittaker vs. Till                    | 25/07/2020 | 1     | 2:06  | Abu Dhabi        |                                                                                     |
| Derrota | 20-6   | Michał Oleksiejczuk        | Nocaute (socos)                       | UFC Fight Night: Overeem vs. Oleinik               | 20/04/2019 | 1     | 0:44  | São Petersburgo  |                                                                                     |
| Derrota | 20-5   | Ion Cuțelaba               | Nocaute Técnico (socos e cotoveladas) | UFC on Fox: Alvarez vs. Poirier II                 | 28/07/2018 | 1     | 4:25  | Calgary, Alberta |                                                                                     |
| Vitória | 20-4   | Joachim Christensen        | Finalização (mata leão)               | UFC 211: Miocic vs. Dos Santos 2                   | 13/05/2017 | 1     | 2:21  | Dallas, Texas    |                                                                                     |
| Vitória | 19-4   | Marcos Rogério de Lima     | Finalização (guilhotina)              | UFC Fight Night: Bader vs. Nogueira 2              | 19/11/2016 | 1     | 1:07  | São Paulo        | Estreia no UFC; Performance da Noite.                                               |
| Vitória | 18-4   | Muslim Makhmudov           | Finalização (mata leão)               | ACB 35 - In Memory of Guram Gugenishvili           | 06/05/2016 | 2     | 4:21  | Tbilisi          | Defendeu o Cinturão Peso-Meio-Pesado do ACB.                                        |
| Vitória | 17-4   | Jorge Luis Bezerra         | Nocaute Técnico (socos)               | ACB 27 - Dushanbe                                  | 20/12/2015 | 1     | 2:00  | Duchambé         | Luta não válida pelo cinturão.                                                      |
| Vitória | 16-4   | Cassio Barbosa de Oliveira | Nocaute Técnico (socos)               | ACB 20 - Sochi                                     | 14/06/2015 | 1     | 0:12  | Sóchi            | Luta não válida pelo cinturão.                                                      |
| Vitória | 15-4   | Artur Astakhov             | Finalização (mata leão)               | UMMAP - Union MMA Pro                              | 21/02/2015 | 1     | 0:33  | Krasnodar        |                                                                                     |
| Vitória | 14-4   | Hracho Darpinyan           | Decisão (unânime)                     | ACB 11 - Vol. 2                                    | 15/11/2014 | 3     | 5:00  | Grózni           | Luta não válida pelo cinturão.                                                      |
| Vitória | 13-4   | Ruslan Khaskhanov          | Nocaute Técnico (socos)               | Absolute Championship Berkut - Grand Prix Berkut 9 | 22/06/2014 | 1     | 3:53  | Grózni           | Final do Torneio de Meio-Pesados do ACB; Ganhou o Cinturão Peso-Meio-Pesado do ACB. |
| Vitória | 12-4   | Nikolai Boyarczuk          | Finalização (guilhotina)              | Absolute Championship Berkut - Grand Prix Berkut 7 | 18/05/2014 | 1     | 0:42  | Grózni           | Semifinal do Torneio de Meio-Pesados do ACB.                                        |
| Vitória | 11-4   | Mihail Bureshkin           | Finalização (mata leão)               | Absolute Championship Berkut - Grand Prix Berkut 6 | 20/04/2014 | 1     | 1:47  | Grózni           | Quartas de Final do Torneio de Meio-Pesados do ACB.                                 |
| Vitória | 10-4   | Ilya Kolodyazhny           | Nocaute Técnico (socos)               | Absolute Championship Berkut - Grand Prix Berkut 3 | 16/03/2014 | 1     | 0:47  | Grózni           | Round de Abertura do Torneio de Meio-Pesados do ACB.                                |
| Vitória | 9-4    | Roman Ishchenko            | Finalização (anaconda)                | OC - Oplot Challenge 96                            | 18/01/2014 | 1     | 1:25  | Carcóvia         |                                                                                     |
| Vitória | 8-4    | Muslim Tutaev              | Finalização (chave de braço)          | VFC - Versia Fighting Championship 2               | 31/12/2013 | 1     | 0:35  | Pyatigorsk       |                                                                                     |
| Vitória | 7-4    | Magomed Sharudinov         | Finalização (chave de perna)          | VFC - Versia Fighting Championship 2               | 31/12/2013 | 1     | 2:24  | Pyatigorsk       |                                                                                     |
| Derrota | 6-4    | Reinaldo da Silva          | Finalização (chave de braço)          | LF - Legion Fight 14                               | 27/04/2013 | 2     | 2:55  | Taganrog         |                                                                                     |
| Derrota | 6-3    | Viktor Nemkov              | Finalização (guilhotina)              | M-1 Challenge 36 - Confrontation in Mytishchi      | 08/12/2012 | 2     | 1:30  | Moscovo          |                                                                                     |
| Derrota | 6-2    | Abdul-Kerim Edilov         | Nocaute Técnico (socos)               | DFC - Dictator Fighting Championship 1             | 28/06/2012 | 1     | 2:28  | Moscovo          |                                                                                     |
| Vitória | 6-1    | Dmitry Voitov              | Finalização (triângulo)               | M-1 Global - M-1 Fighter 2012 Quarterfinals        | 22/04/2012 | 1     | N/A   | Moscovo          |                                                                                     |
| Vitória | 5-1    | Jevgenij Lapin             | Finalização (chave de braço)          | ProFC Grand Prix Global - Russia 2                 | 07/10/2011 | 1     | 1:45  | Rostov do Don    |                                                                                     |
| Vitória | 4-1    | Igor Savelyev              | Finalização (guilhotina)              | BC - Boets Cup 2011                                | 12/08/2011 | 1     | 0:58  | Sóchi            |                                                                                     |
| Vitória | 3-1    | Artur Korchemny            | Finalização (chave de braço)          | BC - Boets Cup 2011                                | 12/08/2011 | 1     | 0:42  | Sóchi            |                                                                                     |
| Vitória | 2-1    | Igor Sliusarchuk           | Finalização (chave de braço)          | BC - Boets Cup 2011                                | 12/08/2011 | 1     | 0:25  | Sóchi            |                                                                                     |
| Vitória | 1-1    | Sergey Filimonov           | Finalização (guilhotina)              | M-1 Selection 2011 - European Tournament           | 01/04/2011 | 2     | 0:51  | Makhachkala      |                                                                                     |
| Derrota | 0-1    | Adlan Amagov               | Nocaute (socos)                       | ProFC - Union Nation Cup 2                         | 25/09/2009 | 1     | 4:05  | Rostov do Don    | Estreia no MMA.                                                                     |